# Вишнёвый пунтиус
Вишнёвый пунтиус, или вишнёвый барбус (лат. Puntius titteya) — вид лучепёрых рыб из семейства карповых. Обитает в пресных водоёмах юго-запада Шри-Ланки — в долинах рек Келани и Нилвала, где приурочены к затенённым мелководьям ручьёв и небольших рек с илистым дном с значительным количеством растительного материала. Распространены в качестве аквариумных рыб.

## Внешний вид
Обычная длина тела — 2,5 см, крупные особи могут достигать 5 см. Самцы имеют красноватое брюшко и коричнево-зелёную спину, которая отделена от боков широкой коричнево-красной боковой линией. У самки брюшко беловатое, спина желтовато-серая, боковая линия также коричнево-красная.

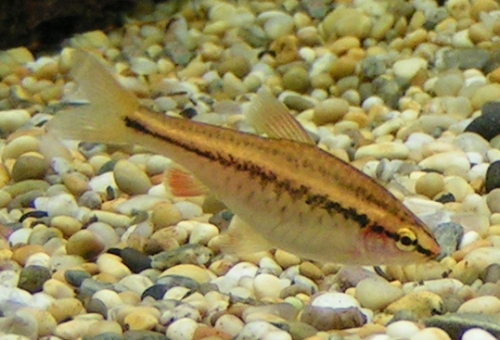
Самка Puntius titteya

## Размножение
Половой зрелости вишнёвые пунтиусы достигают в возрасте 6—8 месяцев. При икрометании рыбки подплывают к поверхности воды, поворачиваются брюшками вверх, и самка выбрасывает несколько икринок. Самка мечет до 300 икринок, которые крепятся к листьям растений с помощью тонких слизистых нитей. Икра развивается в течение 1 дня. Через 3—4 суток мальки начинают плавать и питаться инфузориями.